# روبرت جاي يونغ
روبرت جاي يونغ هو مؤرخ كندي، ولد في 1942.